# Distrito histórico de St. Mark
El Distrito histórico de St. Mark  es un distrito histórico ubicado en Nueva York, Nueva York. El Distrito histórico de St. Mark se encuentra inscrito como un Hito Histórico Neoyorquino en la Comisión para la Preservación de Monumentos Históricos de Nueva York al igual que en el Registro Nacional de Lugares Históricos desde el 13 de noviembre de 1974.  

## Ubicación
El Distrito histórico de St. Mark se encuentra dentro del condado de Nueva York en las coordenadas 40°43′50″N 73°59′17″O / 40.730556, -73.988056.